# Ptygonotus semenovi
Ptygonotus semenovi är en insektsart som beskrevs av Yu S. Tarbinsky 1927. Ptygonotus semenovi ingår i släktet Ptygonotus och familjen gräshoppor.

## Underarter
Arten delas in i följande underarter:
- P. s. semenovi
- P. s. antennatus